# Kammschuppenkärpfling
Der Kammschuppenkärpfling (Xenodexia ctenolepis) ist ein Süßwasserfisch, der nur aus einigen entlegenen Flussläufen in Guatemala bekannt ist. Er ist ein Vertreter der lebendgebärenden Zahnkarpfen (Poeciliidae). Der Kärpfling unterscheidet sich in einigen wesentlichen morphologischen Merkmalen von den anderen Mitgliedern dieser Unterfamilie, wodurch er innerhalb der Systematik der lebendgebärenden Zahnkarpfen eine Sonderstellung einnimmt.

## Merkmale
Die Fische erreichen eine Standardlänge von bis zu 6 cm, Männchen sind jedoch bereits mit nur 2,8 bis 4,8 cm ausgewachsen. Nach anderen Angaben werden sie sogar bis 9 cm groß. Im Körperbau zeigt sich der Kärpfling langgestreckt, der Kopf ist klein und abgerundet, die Flossen sind relativ klein. Die namensgebenden Kammschuppen sind außergewöhnlich für einen lebendgebärenden Zahnkarpfen. Die Grundfärbung des Körpers ist grauoliv, ein länglicher schwarzer Mittelstrich ziert die hintere Körperhälfte. Die Flossen sind dunkel gefärbt. Die Schuppen reflektieren das Licht, wodurch sie metallisch glänzend erscheinen. Die Netzhaut des Auges leuchtet ultramarinblau. Die Bereiche zwischen den Schuppen sind dunkel gefärbt, wodurch eine Netzzeichnung entsteht.
Wie alle Vertreter der lebendgebärenden Zahnkarpfen zeigt auch der Kammschuppenkärpfling einen Geschlechtsdimorphismus. Die Afterflosse geschlechtsreifer Männchen ist zu einem Begattungsorgan, dem Gonopodium, umgeformt, das die Befruchtung der Eier im Körper der Weibchen ermöglicht. Zusätzlich dazu ist die rechte Brustflosse der Männchen mit einem hakenförmigen Fortsatz versehen. Man nimmt an, dass dieser Fortsatz den Fortpflanzungsakt mit dem ebenfalls rechtsseitig gewundenen Gonopodium unterstützt. Kein anderer lebendgebärender Zahnkarpfen zeigt eine derartige Asymmetrie im Körperbau.

## Vorkommen und Lebensweise
Xenodexia ctenolepis ist bisher nur aus dem Río Negro und seinen Nebenflüssen Río Xalbal und Río Ixcan im guatemaltekischen Departamento Alta Verapaz bekannt. Die Fundorte werden als große, langsam bis schnell fließende Dschungelströme beschrieben. Das Wasser ist klar mit Temperaturen von 22–26 °C. Das Flussbett der Typuslokalität ist 50 m breit und weist eine Tiefe von 1–5 m auf. Der Bodengrund besteht aus Kies. Gelegentlich ist der Boden von Moosen bewachsen.
Über die Ernährungsweise der Fische in der Natur ist nichts bekannt. Im Aquarium wird "Tümpelfutter" gern angenommen, auch weiden die Tiere den Algenaufwuchs ab. Dabei halten sie sich in Gruppen und meist in Bodennähe auf.
Die Fische zeigen Superfötation. Eier von bis zu fünf verschiedenen Entwicklungsstufen reifen gleichzeitig im Körper der Xenodexia-Weibchen heran. Die Anzahl der Entwicklungsstufen korreliert mit der Größe der Weibchen. Weibchen, die erst kürzlich die Geschlechtsreife bei einer Größe von 39–40 mm erreicht haben, tragen nur einen Wurf. Im Durchschnitt entwickeln sich zwischen 13 und 22 Embryos im Körper der Mutter, mit durchschnittlich 3,5–5 Jungfischen pro Wurf. Die Embryos werden in großem Maße mit Nährstoffen durch die Mutter versorgt, der Matrotrophieindex (Verhältnis der Masse des neugeborenen Fisches zur Masse des unbefruchteten Eies) beträgt zwischen 3,38 und 4,18 und ist verglichen mit anderen lebendgebärenden Zahnkarpfen sehr hoch. Die einzelnen Eier sind im Körper des Weibchens von einem Follikelgewebe umgeben, welches die Nährstoffversorgung sicherstellt. Superfötation bei lebendgebärenden Zahnkarpfen ist sonst nur vom Zwergkärpfling (Heterandria formosa) und einigen Poeciliopsis-Arten bekannt.
Die Größe der geschlechtsreifen Männchen ist auffallend weit gestreut. Es wird angenommen, dass es sich um einen Polymorphismus bezüglich des Alters und der Größe bei der Geschlechtsreife handelt, wie er ähnlich bei den Schwertträgern (Xiphophorus) auftritt.

## Systematik
Mit Superfötation und Matrotrophie zeigt der Kärpfling zwei Eigenschaften, von denen man annahm, dass sie sich erst spät im Verlauf der Stammesentwicklung der Poeciliinae entwickelt haben. Eine phylogenetische Studie stellte jedoch fest, dass Xenodexia ctenolepis womöglich die Schwestergruppe zu allen anderen lebendgebärenden Zahnkarpfen bildet, inklusive des eierlegenden Tomeurus gracilis. Eine mögliche Erklärung wäre, dass sich Matrotrophie und Superfötation mehrfach in der Stammesgeschichte entwickelt haben, wenn man annimmt, dass die Poeciliinae von einem eierlegenden Vorfahren ähnlich Tomeurus abstammen. Andererseits könnte der gemeinsame Vorfahre lebendgebärend gewesen sein und sowohl Superfötation und Matrotrophie gezeigt haben; Eigenschaften, die im Verlaufe der Entwicklung bei den meisten Arten dann wieder verloren gingen.